# Boromys
Boromys là một chi động vật có vú trong họ Echimyidae, bộ Gặm nhấm. Chi này được Miller miêu tả năm 1916. Loài điển hình của chi này là Boromys offella Miller, 1916.

## Các loài
Chi này gồm các loài: